# 弗拉季米尔·弗多维琴科夫
弗拉基米爾·弗拉基米罗维奇·弗多维琴科夫（俄语：Влади́мир Влади́мирович Вдовиче́нков；生于1971年8月13日）是一名俄罗斯戏剧和银幕演员，以在Brigada (2002)、 利维坦 (2014)、 Bummer (2003) 和太空救援 (2017) 中的角色而闻名。 

## 早年生活和教育
弗多维琴科夫出生于苏联加里宁格勒州古谢夫。他在学校学习拳击。1989年从第42届喀琅施塔得航海学校毕业后，他在北方舰队和波罗的海舰队服役了四年。参加预备表演课程时，他担任服务员。 

## 职业生涯
2000年，当他是格拉西莫夫电影学院的四年级学生时，导演Alexey Sidorov让他在犯罪电视连续剧Brigada中担任主要角色。这使他在俄罗斯和其他俄语国家声名鹊起。2001年，弗多维琴科夫毕业于格拉西莫夫电影学院。自2002年以来，他一直在Vakhtangov国家学术剧院演出。
2015年，他与在電影利维坦(2014) 中联合主演的伊蓮娜·莉亞多娃结婚。 